# الن فاولر
 الن فاولر (انگلیسی: Alan Fowler؛ زاده ۱۵ اکتبر ۱۹۲۸) یک فیزیک‌دان اهل ایالات متحده آمریکا است.